# Aleksander Knavs
Aleksander Knavs (né le 5 décembre 1975 à Maribor) est un footballeur international slovène. Ce défenseur de grande taille (1,90m) a participé avec l'équipe de Slovénie à l'Euro 2000 et à la Coupe du monde 2002.

## Clubs
- 1993-1997:  Olimpija Ljubljana
- 1997-2001:  Tirol Innsbruck
- 2001-2004:  FC Kaiserslautern
- 2004-2005:  Bochum
- 2005-2008:  Red Bull Salzbourg

## Équipe nationale
- 65 sélections et 3 buts en équipe de Slovénie entre 1998 et 2006.